# 宗教年表
宗教年表是按年代学排列的从史前时代到近现代重要的宗教事件纲要。此文广泛涉及史前时代，由于大量的人类宗教经历没有被归入信史，信史只有将近5000年(文字出现的时间)，缺乏真实的书面记录，大多数对原始宗教的认知来自于考古学发现和其他间接来源还有推测，许多原始宗教一直受到持续争论。

## 史前时期
通常以宗教信仰的出现和出现刻意制作丧葬标记的习俗为标志。

### 20万年前至前500世纪
一些研究者认为这一时期现代人类或尼安德特人存在熊崇拜，来世信仰以及其他宗教习俗，但没有考古证据支持。
前100,000年
中东最早的人类墓葬。
前70,000–前35,000
穴居人在欧洲和中东地区的墓葬。

### 前400世纪至前80世纪
前40,000
一个年代较早的晚期智人被火葬在蒙哥湖附近.
前38,000
世上已知最古老的动物形雕塑也算是已知最古老的雕像之一奥瑞纳的獅人雕像被制作。雕像被解读为擬人，给予动物人类的特征，尽管它可能代表神祇.
前35,000-前26,000
措迪洛山的一个30,000年前的古代信仰场所被发现于波札那西北。全都令人确信证明尼安德特人墓葬行为停止了，大致符合智人引入欧洲和尼安德特人的衰亡期。开始出现个别头骨或长骨大量沾上红赭并单独的埋葬，这个习俗可能是圣遗物的起源。最古老的发现"沃尔道夫的维纳斯雕像"出现在墓中。有些被刻意毁坏或被反复刺穿，可能表示谋杀凶手被陪葬或其他未知的社会动态。
前25,000–前21,000
清晰的墓葬样例出现在东欧威尔士伊比利亚。全部这些都混合大量使用的红赭。此外, 各种各样的物件包含在墓内(如：长春花壳、负重衣、玩偶、鼓槌、猛犸象牙珠、狐狸牙墜飾、象牙制套装、鹿角棒、燧石刀片等等)。
前13,000–前8,000
恢复了明显的墓葬活动，先前的殡葬活动形式既不明显而且缺少同辈人保留的这类活动的一些葬礼知识，许多男人女人和孩子埋葬在同一预先10,000年完成的用于墓葬的洞穴，全部这些坟墓被描绘在洞穴壁和大型石灰岩块上，墓葬彼此非常相似还有一些共同的特征—赭石、贝壳和猛犸象牙饰品—可以追溯数千年。一些墓葬是成双的,由成年男性和旁侧的少年男性组成.。他们出现了现代墳場所采用的形式，老的墓葬一般被重新挖出并搬迁以让位置给新墓，较老的遗骨通常集中放在一起。巨石可能作为坟墓的标志。成对的赭色鹿角撑在洞穴内，可类比现代墓前留花的习俗。

### 前100世纪至前34世纪
前9831
新石器革命开始导致全世界人口激增。第一批城市、民族国家、王国和宗教组织出现。早期民族国家通常是神權政治，政治权力依据宗教声望。始于南印度第一桑伽姆时期。
前9130–前7370
哥贝克力石阵的存在时间，Nevali Çori附近发掘的最古老的人造信仰场所。
前8000
4到5个松木柱竖立在位于巨石阵可能位置的附近。
前7500–前5700
加泰土丘定居点发展成小亞細亞合适的的信仰中心，可能公共圣地的崇拜习俗，其居民遗留许多的粘土雕像和生殖崇拜、女性、狩猎场景的印记。
前5500–前4500
原始印欧人出现，地点可能在東歐大草原(准确原居地仍在争议)之内。原始印欧人发展出专注于牲祭的宗教，并将影响后来印欧语系文化贯穿 欧洲、小亞細亞和印度次大陸的衍生宗教。
前3750
原始闪米特人出现，原居地通常认为在阿拉伯半岛。原始闪米特人将会从近東迁移至美索不达米亚、埃及、埃塞俄比亚和地中海东岸。他们的宗教信仰将影响后世的文化和信仰，包括亞伯拉罕諸教.

## 古代史

### 前33世纪至12世纪
前3300–前1300
印度河流域文明是印度次大陆西北地区的青铜时代文明(公元前3300–公元前1300; 成熟时期 公元前2600–公元前1900) , 著名的用砖建城、路边排水系统、多层住宅以及包含与前吠陀宗教有关的史前古器物 。

前3228-前3102
耆那教第22代蒂爾丹嘉拉內密那陀的在世时间，出生于奎师那时期的某地.
前3210–前3100
纽格莱奇墓建成，250,000吨(226,796.2公顿)的通道式墓穴只有在爱尔兰冬至时才会射入光线。
前3102
争斗时开始，一个印度尼泊尔主要宗教追随者的新时代。
前3100
巨石阵雏形完成，北方的卡萨斯遗址有两条笔直的堤和沟渠,大约110米(360英尺)宽，由东向西伸延2.8公里，可能与巨木阵一同建成。
前3000
苏美尔楔形文字出现在烏魯克時期，允许汇编信仰和详细的宗教史创作.
巨石阵第二形态完成，似乎是第一个不列顛群島封闭式火葬墓。
前2635–前2610
左塞尔法老敕造埃及现存最古老的金字塔。
前2600
巨石阵开始呈现最终形态。木柱被替换为青石，开始呈现越来越复杂的设置（包括祭坛、大门、的石站等）并显示出太阳的至点。
前2560
吉萨高原最古老的金字塔—胡夫金字塔公认的大致建成时间。
前2494–前2345
现存最古老的宗教文字—金字塔象形文字,于古埃及作成。
前2200
克里特岛发展为米诺斯文明，公民信仰各种各样的女神。
前2150–前2000
苏美尔现存的最早版本吉尔伽美什史诗被创作。最初标题「He who Saw the Deep」(Sha naqba īmuru)或「Surpassing All Other Kings」(Shūtur eli sharrī)。
前2000–前1850
传统上认为犹太基督伊斯兰教先知亞伯拉罕在世的时间。可能出生于迦勒底的乌尔或哈兰，逝世于迦南麥拉比.
前1700–前1100
印度教最古老的吠陀经《梨俱吠陀》作成。
前1600
巨石阵的古代发展结束。
前1500
印度吠陀文化开始于印度河流域文明瓦解后。

### 前13世纪至前9世纪
前1351或前1353
古埃及阿肯那顿统治时期。阿肯那顿有时被认为开创了已知最早的一神論宗教.
前1300–前1000
标准阿卡德语版吉尔伽美什史诗由Sin-liqe-unninni编辑完成。
前1250
圣经《出埃及记》提到的以色列人离开埃及的时间。
前1200–前600
奥义书(吠陀语)作成，包含最早出现的一些印度教、佛教、耆那教的主要宗教思想。
前1200
希腊黑暗时代开始。
奥尔梅克文明建造中美洲最早的金字塔和神庙。
前1113–前1047
推斷《周易》的作者周文王大致的在世时期。周文王于明堂为太姒解梦，预示姬发将受皇天上帝之命取代殷商。「皇天上帝」综摄周人信仰的「天」与商人信仰的「帝」。
前1042–前1027年
推斷《周禮》作者周公旦开始摄政的时间。
前950
《妥拉》，亞伯拉罕諸教的根基、犹太教的核心，被认为是神给予摩西的。
前877–前777
耆那教第23代蒂爾丹嘉拉巴溼伐那陀的在世时间。[25][30]

### 前8世纪至前3世纪
前800
希腊黑暗时代结束。
最早的梵书被著成。
前770
秦襄公建西畤祭祀白帝。
前765
秦文公夢黃蛇自天而下，建鄜畤祭祀白帝。
前747
秦文公建陈宝祠。
前739
秦文公建怒特祠。
前676
秦德公建伏祠，开始伏日祭祀。
前672
秦宣公建密畤祭祀青帝。
前600–前500
开始编写最早的儒家经典《尚书》，包含「和」与「天」的概念。
塔纳赫中的《摩西五经》可能已被编写成。
前599–前527
耆那教第24代蒂爾丹嘉拉笩駄摩那的在世时间.
前600–前400
老子可能生活的时期，道德经的作者,被认为是道家学说的创始人。
前563
佛教的创始人释迦牟尼出生于尼泊尔。
前551
儒家创始人孔子出生。
前440
琐罗亚斯德教进入信史。
前422
秦灵公建上畤祭祀黄帝，建下畤祭祀炎帝。
前399
苏格拉底被判否定传统神的罪名处以死刑。
前372
儒家代表人物孟轲出生。
前369
道家代表人物庄周出生。
前367
秦献公建畦畤祭祀白帝。
前305–前240
阴阳家邹衍的在世时间。邹衍提出五德終始說成为后世君主法統、正朔服色的主要参考。
前300
摩哂陀将上座部佛教传入斯里蘭卡。
现存最早版本的道德经写成于竹简。
前250
佛教『第三次结集』。阿育王将佛教传教团派往各个国家。
前219
秦始皇封泰山、禅梁父山，祭祀齐地八神：天主、地主、兵主、阴主、阳主、日主、月主、四时主，并派遣徐福带數千童男童女出海求仙。
前212
方士侯生、卢生为始皇帝寻觅仙药失败，以始皇贪权专刑为由相约逃亡。秦始皇下令穷究，爆发坑儒事件，四百多儒生被活埋。
前210
徐福第二次出海。
十月，泗水亭長劉邦「斬蛇起義」，自称赤帝之子斩杀白帝之子。
前205
汉高帝建北畤祭祀黑帝，自此五色帝皆纳入国家宗教的祭祀。

### 前2世纪至前1世纪
前200
波顛闍利开始编纂《瑜伽经》的时期。
前164
汉文帝于汾阴建地祇祠祭祀后土。
前150
现存最古老希伯來聖經手稿（不完整的）写成日期。
前140
最早的梵语文学语法书被波你尼著成。
汉武帝于长安设立明堂。
前134
汉武帝接受董仲舒《天人三策》，罢黜百家，独尊儒术。改正朔，易服色，土德尚黃。
前112
汉武帝于甘泉设泰畤祭祀泰一，并以之为至上神，位列五色帝之上。
前110
汉武帝封泰山、禅肃然山，祭祀齐地八神。
前100–500
波颠阇利制定瑜伽基本内容《瑜伽经》。
前51
漢宣帝召开石渠議奏。
前33–前7
漢成帝时期，方士甘忠可作《天官曆·包元太平經》。
前32–前14
漢成帝在匡衡、張譚的建议下进行宗教改革，最终失败。
前4–30
基督教重要人物耶稣的大致在世时间。

### 1世纪至2世纪
1–5
王莽制定「元始仪」，进行宗教改革。将至上神「泰一」与周朝「皇天上帝」合为「皇天上帝泰一」。
9
王莽参拜汉高帝庙，获得哀章伪造的传国金策，效仿刘氏先祖唐尧禅让于王氏先祖虞舜，王莽受禅，国号「新」。以刘向与刘歆的五德相生说，易服色，土德尚黄。
25
漢光武帝即位，「皇天上帝泰一」改称为「皇天上帝」。
31–36
聖若翰洗者逝世。
50–62
基督徒召开耶路撒冷会议。
67
汉明帝夜梦金人，派蔡愔等人赴西域求道，获得佛像经卷，并请来竺法兰、摄摩腾，建造中原第一座佛寺白马寺，翻译第一部汉文经书《四十二章经》。
70
罗马军围攻耶路撒冷并摧毁神殿。拉比犹太教成形。
79
汉章帝召開白虎觀會議，撰《白虎通義》。
125–184
《太平經》由方士于吉撰成，宮崇、襄楷多次进献朝廷。
张陵或張脩创立五斗米道，著成《老子想尔注》，传教区域分为二十四治。
張角获得《太平清領書》创立太平道，将數十萬信徒划分三十六方。
127
经学家郑玄出生，将皇天上帝与五色帝合称为「六天帝」，并注释名讳：耀魄寶、灵威仰、赤熛怒、含枢纽、白招拒、汁光纪。
184
2月，張角发动黄巾起义。
7月，張脩发动叛亂，攻佔郡縣。

### 3世纪至4世纪
220
先知摩尼摩尼教諾斯底主義。
222－244
灵宝派主要经书《靈寶經》由葛玄开始傳授。
249
玄學家王弼、何晏因高平陵之變获罪后亡故。
250
諾斯底主義曼底安派核心内容《Ginza Rba》著成一些最初的部分。
250
古典期瑪雅文明开始建造阶梯式金字塔和神庙。
290–307
首部《老子化胡經》大约成書时间，傳說作者是天师道祭酒王浮，佛道之争开始激化。
291–374
许逊棄官后带领十二真君，在豫章及附近地区傳道。
313
罗马帝国皇帝君士坦丁一世和李锡尼在意大利米兰颁布的一个宽容基督教的《米兰敕令》。
325
第一次大公會議即第一次尼西亞公會議召开，全基督教界集会代表通过会议达成一致的教义，制訂尼西亞信經，修定復活節日期，确认梵蒂冈教会、安条克正教会、亞歷山卓教会大主教职位,并承认耶路撒冷的荣耀地位。
350
現存年代最早的希腊语聖經抄本『七十士譯本』(西乃抄本)写成。
364
天師道信徒杨羲撰写完成《上清經》，创立上清派。
380
狄奧多西一世宣布尼西亚基督教为罗马帝国国教。
381
第二次大公會議即第一次君士坦丁堡公會議召开，再次确认并修訂《尼西亞信經》，否定阿里烏教派和马西顿教派.
381–391
狄奧多西一世排斥罗马帝国内的异教徒。
393
希坡会议,第一次早期基督教主教会议，列出并确认圣经的正典。
399
孙恩、卢循利用五斗米道發動叛亂。

## 中世纪

### 5世纪至9世纪
405
耶柔米完成武加大译本,第一部拉丁文译本。
410
寇谦之改革五斗米道，创立新天师道。
415
西羅馬帝國开始衰弱，歐洲黑暗時代开始。
424
東方亞述教會正式脱离安条克正教会和西方叙利亚正教会
428–431
聶斯脫里创立景教。
431
第三次大公會議即以弗所公會議因君士坦丁堡和聶斯脫里的教义争论而召开。否定聶斯脫里派，宣告馬利亞为聖母(「Birth-giver to God」, 「God-bearer」、「Mother of God」)，否定伯拉纠主义，再次重申《尼西亞信經》。
435
印度僧人求那跋陀罗到达刘宋。
446
3月，魏太武帝下诏诛长安沙门，命拓跋晃废除全国佛教。
449
第二次以弗所会议教宗狄奧斯庫若宣称支持歐迪奇并攻击反对方。本来举行的是大公會議，但是被普世教会否定并且被教宗利奧一世斥为「强盗会议」。
451
第四次大公會議即迦克墩公會議拒绝基督一性论的歐迪奇学说，采用迦克墩信經，恢复第二次以弗所会议的废黜并罢免狄奧斯庫若，并提升君士坦丁堡普世牧首和耶路撒冷牧首主教的职位。
451
東方正統教會否定迦克墩公會議提出的基督论观点并被逐出教会。
470－478
菩提达摩到达劉宋广州，成為求那跋陀羅弟子。
480–547
西方修道制度创立者圣本笃制定《圣本篤準則》。
492–536
上清派道士陶弘景率弟子于茅山修道，形成茅山宗。
496
魏孝文帝为跋陀建少林寺。
504
梁武帝颁布《舍事道法诏》，宣布舍道归佛。
527
菩提达摩入少林寺传授禅宗。
553
第五次大公會議即第二次君士坦丁堡公會議,否定聂斯托利派三章案并谴责奧利振.
570–632
伊斯兰教先知穆罕默德·本·阿卜杜拉在世时间。
574
5月，建德毀佛，周武帝下诏禁佛道二教。
587
7月，丁未之亂爆发，崇佛派蘇我氏进攻排佛派物部氏，物部氏因战败而衰落。
629
玄奘从長安出發前往天竺求法。
632–661
正统哈里发时期阿拉伯帝国征服波斯、埃及、伊拉克并将伊斯兰教传入这些地区。
645
玄奘从西域回到長安。
650
伊斯兰第三任哈里发奥斯曼統治时期古兰经被编辑成书的形式。
652
玄奘在大慈恩寺建大雁塔贮藏经文佛具，在大薦福寺設譯經院翻譯經文，开创法相唯識宗。
661–750
阿拉伯帝国倭马亚王朝征服北非、西班牙、中亚，达到阿拉伯帝国最大范围的扩张并传入伊斯兰教至这些地区。
680–681
第六次大公會議即第三次君士坦丁堡公會議，否定基督一志论和基督单一行为说。
逊尼派与什叶派分裂并开始发展。
692
五六会议(亦称“圆顶大厅会议”), 第五、六次大公會議的修正案, 建立五大牧首區。
694
摩尼教拂多诞入中原传教。
712
古事记，最早的神道经典著成。
716–936
由于穆斯林的占领与迫害，索罗亚斯德群体(帕西人)开始从波斯迁移至印度。
731
唐玄宗設置太公尚父廟，配享十哲，祭祀與孔廟相同。
739
唐玄宗尊孔子为文宣王，孔廟为文宣王廟（文庙）。
754
强盗会议耶列娅会议支持聖像破壞運動。
760
唐肅宗尊太公望為武成王，太公尚父廟为武成王廟（武庙）。
787
第七次大公會議即第二次尼西亞公會議,恢复圣像崇拜并谴责聖像破壞運動。
788–820
印度教哲学家不二论宣示者阿迪·商羯罗的在世时期。
792–794
拉萨法诤，禅宗入藏传教失败。
840
朗达玛开始灭佛运动。
842–794
唐武宗會昌毀佛。
850
现存最早音标手稿《馬所拉文本》根据现代版著成于公元9世纪后半叶。
955–959
周世宗为整顿寺院不良風氣，廢去3万多座佛寺，銷毀佛像鑄錢，嚴格限制僧侶出家條件，史称顯德毀佛。
994
饶洞天掘地而得《天心法箓》，拜谭紫霄为师，创立天心派。

### 10世纪至15世纪
1054
天主教會和东正教会发生東西教會大分裂。
1095–1099
第一次十字军东征收复穆斯林占领的累范特圣地并攻陷耶鲁撒冷。
1107–1110
挪威国王西居尔一世率領挪威十字軍与西班牙穆斯林战斗于巴勒斯坦巴利阿里。
1116
宋徽宗将玉皇上帝与昊天上帝合为昊天玉皇上帝，后土尊为后土皇地祇。
1117
宋徽宗自称是昊天上帝元子，神霄玉清王长生大帝君，改玉清和阳宫为玉清神霄宫。自封「教主道君皇帝」。
1119
神霄派创始人王文卿开始撰写神霄雷法书。
宋徽宗改僧为道：佛改称大觉金仙，余为仙人、大士。僧为德士，寺改称宫，院改称观。住持改称知宫、观事。所有僧錄司可改作德士司，左右街道院可改作道德院。德士司隶属道德院，统由蔡攸管理。天下州府僧正司并为德士司。
1120
方臘发动起义，自号圣公。改元永乐，以其月为正月。明教鄭魔王响应起义。
1131
玉隆万寿宫道士周真公、何守澄创立净明道。
天台宗弟子茅子元改造淨土宗「蓮社」创立白蓮宗。
1131–1181
甯全真传授《灵宝领教济度金书》，创立东华派。
1138
萧抱珍创立太一教。
1142
劉德仁创立大道教。
1147–1149
第二次十字军东征为保卫埃德萨伯国被穆斯林攻陷后的其他十字軍國家。
1167
王重陽創立内丹北宗全真道。
1169
王重陽辞世，北七真各形成七個全真支派：遇仙派、南無派、隨山派、龍門派、崳山派、華山派、清靜派。
1189–1192
第三次十字军东征，欧洲领袖们试图夺回被薩拉丁占领的圣地。
1202
禪宗临济宗黄龙派僧人荣西創建京都建仁寺，禪宗开始传入日本。
1199–1204
第四次十字军东征。
1204
拜占庭帝国首都东正教城市君士坦丁堡被十字军洗劫。
1206
德里蘇丹國被建立。
1209–1229
阿尔比十字军进攻歐西坦尼亞。
1217
白玉蟾开始传授丹法，形成内丹南宗金丹派。
教会尝试让十字军第五次东征。
1222
全真道第五任掌教丘处机多次会见成吉思汗，耶律楚材編成《玄風慶會錄》。
1222−1282
日本佛教僧侣日莲的在世时间。著成《如来灭后五五百歳始观心本尊抄》，开创日莲宗，總本山为大石寺。
1227
5月，成吉思汗命丘處機掌管天下道教。
8月，丘處機、成吉思汗相继辞世。
1228–1229
第六次十字军东征。
1229
修道士赫尔曼的魔鬼圣经完成于赫魯迪姆附近的本笃会修道院Podlažice。
1244
耶路撒冷再次被洗劫,煽动十字军第七次东征。
曹洞宗僧人道元建造永平寺，禅宗曹洞宗传入日本。
1247
猶龍派创始人张三丰出生。
1258
全真道與佛教僧侣辯論落败，元宪宗下令焚毀《老子化胡經》，归还侵占的寺院200馀处，道士落发。
1270
第八次十字军东征。
雷默庵以《混元六天如意道法》开创混元派。
1271–1272
第九次十字军东征失败。
1281
全真道再度與佛教僧侣辯論落败，元世祖下令，焚毁除《道德经》外的其他道经。
1283–1310
刘玉对净明道进行改革。
1296
天师道三十八代張天師張與材被元成宗封为「太素凝神广道真人」，统领江南道教，其母被封为「玄真妙应仙姑」。
1304
元成宗加授張與材「正一教主」，兼领三山符篆。符箓诸支派统合为「正一道」。
1320
若望二十二世为后来猎巫打下基础，巫術迫害的形式化。
1378–1417
天主教西方教会大分裂。
1469–1539
锡克教创始人拿那克在世时间。
1484
依諾增爵八世发布教宗诏书「summis desiderantes affectibus」，标志着古典欧洲猎巫开始。
1486-1534
柴坦尼亚·玛哈帕布普及《哈瑞奎师那咒经》并著成梵语《圣谕八训规》。他的追随者高迪亚毗湿奴派信徒尊他为精神改革者、印度教宗教复兴者和奎师那的化身。
1500
随着跨大西洋强制移民的开始非洲宗教系统进入美洲。
1509
羅清创立無為教。
1517
宗教改革運動的主要发起人馬丁·路德，发布《九十五条论纲》。
通过传教机构和宗教裁判所，天主教在西班牙帝国被传播和支持。
1551
林兆恩开始传授儒释道三教合一學說，逐渐形成三一教。
1562
瓦西大屠杀触发了一系列法国宗教战争。

## 近代至现代

### 16世纪至18世纪
1699
锡克教上师戈宾德·辛格创立卡尔萨教团。
1708
最后一位锡克教上师戈宾德·辛格逝世,逝世前制定了锡克教圣经《古鲁·格兰特·萨希卜》将此书作为最终永存的上师。
1770
保爾·霍爾巴赫出版《自然的体系》发表西方第一个积极清晰的无神论叙述。
1789–1799
法国大革命废除基督教信仰。国家没收教会财产，禁止宗教誓言。随着《教士的公民组织法》的发布，清除天主教会的教堂并将其附属为政府下属部门, 替换传统公历并废除教會年曆。
1791
美国政府将宗教自由被写入权利法案，并加入美国宪法。形成早期有影响力的世俗政府。

### 19世纪至20世纪
1801
法国大革命后的形势，法国和教皇庇護七世签订《教務專約》。之后天主教恢复部分权利并重新被认可为「大多数法国人的宗教」，不再给予革命之前享有的自主权，不是官方国教，教会放弃索赔1790年后被查封的的财产，圣职者领取国家薪金必须宣誓效忠国家并维护宗教自由。
1819–1850
巴比教创始人巴孛的在世时间(1819年10月20日-1850年7月9日)。
1817–1892
巴哈伊信仰创始人巴哈欧拉的在世时间。
1822
威廉·米勒宣告耶穌再臨的时间。
1823
摩爾門教先知约約瑟·斯密称见到天使摩羅乃，并获得了《摩爾門經》。
1830
約瑟·斯密开创後期聖徒運動。
1835–1908
伊斯兰阿赫迈底亚运动创始人米尔扎·古拉姆·艾哈迈德的在世时间。
1836–1886
著名圣人&孟加拉神秘主义拉瑪克里斯納的在世时间。
1841
拉姆辛格成为锡克教难陀利派最重要的导师。
1843
6月，洪秀全創立拜上帝會。
1844
约瑟夫·史密斯在6月27日被谋杀，导致后期圣徒运动的继任危机。
1851
1月11日，拜上帝會建立太平天国政权。
1860
崔濟愚创立東學。
1868
明治天皇发布神佛分離令，导致廢佛毀釋運動爆发。
1875
海倫娜·布拉瓦茨基、亨利·斯太尔·奥尔科特與威廉·關·賈奇等人于纽约创立神智學協會。
1877–1886
王覺一及其弟子创立一貫道。
1879
基督科學教會同意马萨诸塞州波士顿宪章。
1881
查尔斯·塔兹·罗素建立錫安的守望台書社。
1889
伊斯兰阿赫迈底亚教派被确立。
1893
斯瓦米·維韋卡南達第一次在芝加哥世界宗教议会演讲，将瑜伽、吠檀多古代哲学带入西方世界。
1898
大本教被创立。
1899
《阿拉迪亚》，最早描述欧洲獵巫、巫术宗教的书之一，由查尔斯·戈弗雷·利兰出版。
1904
泰勒瑪密教被创立。
1905
東學更名为天道教。
法国议会通过《政教分离法》正式确立世俗主义，国家停止向教会供给资金。
巨石阵作为新德魯伊信仰和其他異教的一个朝圣地，德鲁伊教团古老仪式在这里组织第一次有记录的复兴仪式。
1908
阿赫迈底亚确认先知之后的哈里发弥撒，第二次神之力量的展现。
1917
俄罗斯十月革命，导致所有教会财产被兼并和后来的宗教迫害。
墨西哥宪法描述墨西哥为世俗国家。
1920
悟真會由帕拉宏撒·尤迦南達于加利福尼亚州洛杉矶創立。
1926
高台教获得法属交趾支那殖民政府的认可。
墨西哥世俗政府和基督教反政府武装之间发生基督战争，结束于1929年。
1930
拉斯塔法里运动开始，海爾·塞拉西一世加冕为埃塞俄比亚皇帝。
美国密歇根州底特律的伊斯兰民族组织被创立。
1931
在约瑟夫·富兰克林·卢瑟福的影响下，耶和华见证人从圣经学生运动中诞生。
1932
一个新兴印度宗教运动「梵天库马里斯」或「梵天的女儿们」开始。起源于1930年創辦的「唵·曼達里」组织。创始人是勒克拉·克里帕拉尼(1884–1969).
1939
黄富楚创立和好教。
1939–1945
納粹大屠殺期间数百万犹太人被纳粹政府迁移和杀害。
1945
10月，駐日盟軍總司令颁布《神道指令》，要求日本进行政教分离，从此废止国家神道。
1947
英属印度被宗教界线分割为伊斯兰国家巴基斯坦和占大部分的印度世俗国家。
1948
犹太人回归古圣经故乡，建立以色列国。
1953
山達基由L·羅恩·賀伯特创立。
1954
杰拉尔德·加德纳开始纳宣扬威卡教。
1956
新乘（新佛教）由阿姆倍伽尔创立，最初吸引了约38万印度教信徒。
1959
达赖喇嘛逃离西藏騷亂，在印度建立藏人行政中央。
1961
一位论派与普世主义合并为一神普救派。
1962
环球教会，第一个美国新兴異教教会，创立者团体包括奥伯伦·泽尔-瑞文哈特、牵牛花·泽尔-瑞文哈特和理查德·兰斯·克里斯蒂。
1962–1965
第二次梵蒂冈大公会议被举办。
1965
施瑞拉·帕布帕德建立国际奎师那知觉协会并介绍薄伽梵歌和吠陀圣经译本并于全世界大量出版。
1966
安东·斯坦顿·拉维创立撒旦教，建立撒旦教會。
1972–1984
巨石阵自由节被举办。
1972–2004
日耳曼新異教(异教信仰、异教主义、阿萨神族信仰、奥丁教、旧习俗信仰、瓦尔信仰和日耳曼部落信仰)开始经历第二次复兴。
1973
克勞德·沃里隆于12月13日宣稱見過造物者耶洛因，成为外星接觸者。两年后建立雷爾運動并改名为雷爾。
1979
伊朗伊斯蘭革命促使伊朗伊斯蘭共和國的建立。
1981
史翠蓋提亞持续复兴，《The Book of the Holy Strega》和《The Book of Ways》已出版卷I和卷II。
1984
藍星行動发生在锡克教圣地阿姆利则金庙导致其后的反锡克教暴动。
1985
豆田之战后终止巨石阵自由节。
1989
东欧剧变，许多苏维埃式国家被推翻，许多东欧国家允许恢复宗教活动。
1990s
欧洲(凯尔特、希腊、罗马、斯拉夫、波罗的海、芬兰等)异教复兴运动。
1993
欧洲理事会在丹麦哥本哈根召开一致要求未来任何欧盟的成员国都必须宗教自由。
1998
台湾佛教信徒刘锦隆成立如來宗。
阿拉迪亚传统威卡教被创立。

## 21世纪
2000
巴勒斯坦当局在以色列和巴勒斯坦领土发动阿克萨群众起义。虽然主要是政治性质，但起义以圣战的名义针对于宗教并利用伊斯兰极端主义实施恐怖行动，用自杀性爆炸袭击犹太人和以色列平民。
2001
基地组织的21名穆斯林恐怖分子以圣战的名义于9月11日杀死2977人以反对美国。奥萨马·本·拉登声称对此负责并赞扬了攻击。
2006
遜尼派与什叶派穆斯林之间酝酿已久的宗派斗争爆发，彼此作为恐怖行动的目标并炸弹袭击清真寺和圣地。
2008
仅存的印度教王国尼泊尔，通过制宪会议于5月28日成立共和制后宣布成为世俗国家。
2009
法国山達基教会被罚款600,000欧元，其六名领袖因诈骗新成员的储蓄被罚款并宣判监禁。由于在同一时间法律发生改变，国家未能解散教会。
2011
叙利亚内战因国内政治问题而爆发，国家很快被教派界线分裂为逊尼派、阿拉维派和什叶派。伊斯兰宗教领袖互相谴责对方为异教徒需要被消灭，双方犯下种族灭绝的战争犯罪。叙利亚内战很快成为地区教派动乱的战场。加入这场战争的国家远至北美和欧洲，近至伊朗和阿拉伯国家。
2013
呂西安·格里夫斯创立撒旦聖殿。
2014
声称名为伊斯兰国的伊斯兰哈里發國被建立，并要通过宗教战争分裂叙利亚和伊拉克，寻求全球遜尼派穆斯林激进分子的支持。这是一个试图在现代重建严格遵循伊斯蘭教法的伊斯兰自治国。借着叙利亚内战的爆发，伊斯兰极端分子以本土阿拉伯基督徒团体为目标，实行种族灭绝。众多古老的基督和雅兹迪团体被清除和驱逐，还受到穆斯林战斗团体的死亡威胁。在ISIS恐怖分子势力从叙利亚渗入伊拉克并接管大部分北部地区之后，许多古老的基督和雅兹迪在包围下被摧毁。

## 参阅
- 軸心世紀
- 宗教起源（英语：Evolutionary origin of religions）
- 宗教史
- 全新世紀年
- 中更新世（英语：Ionian stage）
- 旧石器时代宗教（英语：Paleolithic Religion）
- 原始宗教
- 宗教与神话（英语：Religion and mythology）
- 晚更新世（英语：Tarantian stage）